# Herb Dynowa
Herb Dynowa – jeden z symboli miejskich Dynowa w postaci herbu. Herb taki widnieje na najstarszej, XV-wiecznej pieczęci miejskiej.

## Wygląd i symbolika
Herb Dynowa przedstawia głowę byka (czy też wołu) ze srebrnym kołem w nozdrzach, umieszczoną na złotym polu. Wizerunek godła nawiązuje to do herbu szlacheckiego Wieniawa, którym pieczętowała się rodzina Denowskich – założycieli i właścicieli miasta.